# A Service of Love
A Service of Love è un cortometraggio muto del 1917 diretto da John S. Robertson.

## Produzione
Il film fu prodotto dalla Vitagraph Company of America (come Broadway Star Features).

## Distribuzione
Distribuito dalla General Film Company, il film - un cortometraggio in due bobine - uscì nelle sale cinematografiche statunitensi il 23 giugno 1917.